# フィアリーブルーの伝説
『フィアリーブルーの伝説』（フィアリーブルーのでんせつ）は、中山星香による日本の漫画作品。
第1部が秋田書店「プリンセス」で1982年11月号〜1983年2月号まで連載された。その第2部を『はるかなるフィアリーブルー』というタイトルで1983年12月号〜1984年4月号まで連載された。後日談の『銀灰色幻想』が「ペンギンカフェ」1984年2月号に掲載された。
プリンセス・コミックスからタイトルを統一して『フィアリーブルーの伝説』全2巻、双葉文庫から後日談「銀灰色（フィアリーブルー）幻想」を改題して「銀青色（フィアリーブルー）幻想」とし収録し、『フィアリーブルーの伝説』を改題して完全版『銀青色（フィアリーブルー）の伝説』が刊行された。

## 概要
鳥の民ティンタスのファリオン皇子と森の民エル・カルーのエリ・エゼル王女の遺児、アイオン・エル・ファリドの生涯のプロローグを彩る悲劇。
血みどろの争いをやめようとしない2つの種族の醜い争いに激怒した神々の罰であるかのように、争ったままでは滅亡してしまう大きな運命「大寒期」が襲いかかろうとしていた。すべてを凍てつかせ氷獄と化す故郷の森に別れを告げねばならぬ試練が迫っていた。
愛する人より短い生を精一杯に生き彼女を愛し理解することに全身全霊を傾ける若き王と300年の古き寿命に鳥籠の生を疎むも短き命を拒絶する愚かな女王。自身より先に逝く者を忌避し"古いティンタス"を内面に抱える弱い心ゆえに愛している筈の森の若き国王を裏切った時、悲劇の歯車が廻り始めた。
愛を弄んだ大罪を神々に裁かれたリン皇女は愛の再生と贖罪の時間を許されず、アイオンを遺して絶命するという厳罰に処され、かくしてアイオンは愛する人のいない現実を孤独に生きることになる。

## あらすじ
南へ下れ! 伝えるのだ。ファリド、南へ下らねば生きのびられぬ。南へ南へ、そして我が種族の民たちにこのことを伝えてくれ。
天を衝く緑の木々「世界樹」が生い茂る巨大な森で、森の上層部に銀の都を築き神を気取る長命種の"鳥の民"ティンタスと大地に近い下層部に都を営む短命種"森の民"エル・カルーが暮らしており、同じ森を故郷とする兄弟でありながら、血で血を洗う争いを繰り返していた。
漆黒の髪と緑の瞳を持つ11歳の少年エル・ファリドは父亡き後、母の生まれた森の都を目指し旅を続けていた。そんな或る日、異母弟の復讐に走ったティンタスの女王リン皇女は愚かにも戦争を引き起こし、私怨で罪なき流れの民をも巻き込んで戦禍による不幸を作り出してしまう。流れ矢で母を失ったファリドは私怨により戦禍を齎したことを悔やむリンに引き取られ、彼女にアイオンと命名されてアイオン・エル・ファリドと名乗り銀の都で暮らすことになる。6年後、白鷹（ハルファード）騎士として成長したアイオンは一命を取り留めながらも再起不能の傷を負い退団を余儀なくされた白鷹騎士タキアスの代わりに近衛騎士団への緊急入団をリンに命じられ、銀の都に迫ったペチスフェルの群れの撃退した。その直後、突然リンに森の都へ行くように言われ動揺するアイオンだったが、リンを恋する自身に気づく。詳細は明かせぬものの何か重大事が起こりつつあることを悟り、森の長老エル・ザドクへの密使として森の都を訪れた。
黒髪の白鷹騎士の噂を聞き及んでいたエル・ザドクにより手紙の内容を知らされたアイオンはあまりのことに愕然となる。まだ先のこととはいえ森が大寒期に襲われ凍結により森は死滅し、生き延びるには諍いをやめて2つの民族が協力し南下するしかない、或る人物の心話が知らせてきたとリンは手紙に記していた。紆余曲折の末、森の都の窮地を救い森の王エル・ギルダーに謁見するアイオンとリン。そこでアイオンは自身だけが知る事実を告げた。リンの兄ファリオンは自身の父であり15年前にペチスフェルの一群から自身と母を守って死に、母エリ・エゼルはギルダーの誤解が原因でリンが引き起こした戦に巻き込まれ森の都を目前に死んだことを。アイオンはティンタス王家とエル・カルー王家の間に生を受けた運命の子だった。1ヶ月後、国境の辻で2つの種族は和平の誓いを交わした。
正式に森の民の世継ぎの君として認知されたアイオンとティンタスの女王リン、2つの種族の絆は2人がしっかりと握っている筈だったが、リンは自身の内に巣食うティンタスの一人としての弱さゆえに密かにアイオンを裏切り彼に懸想する義姉アザーリアとの婚姻を画策し森の老王を懐柔して策謀を巡らす。エクセリオン率いる調査隊が何者かに襲撃されて全滅し、緊迫状態を鎮めようと国境の辻に集まる2つの種族。しかし、その場でアイオンは信じがたいリンの言葉を聞く。アザーリアとの政略結婚! 激しくリンを詰るアイオンに民にとって自身は"ティンタスそのもの"だからカルー族のアイオンを恋人には出来ても結婚は出来ないと告げ、森の王である自身を蔑ろにして民を洗脳して政略結婚を民の総意で決定づけさせる陰謀を結実せていたのだった。その時になって初めてアイオンは自身が"刹那の恋人"という名の慰み者に貶められ、散々利用された挙げ句に捨てられたことを知る。リンは破滅願望に駆られ、2つの種族を滅ぼそうとしていたのだった。謀略に加担した手駒でありながらアザーリアは自身の欲望を満たすことしか頭になく、リンを非難して自身こそがアイオンの妻に相応しいと思い込みリンを忘れさせてみせると傲慢にも宣言した。
3ヶ月後、ペチスフェルの群れに襲撃された積荷隊の救援に赴いたリンは、彼らを護衛していたアイオンと再会する。心をズタズタに引き裂かれ血を流すアイオンの姿に自身の罪を悟り、また別離に耐え切れずに真の想いを、アイオンを愛している自身の心を受け入れ賢者の塔の一室で遂に2人は結ばれた。しかし、リンは相変わらず策謀塗れの行動でリッド酒に薬を盛ってアイオンを置き去りにしてしまう。何もかも自身とティンタスに都合の良い流れを作ることのみに腐心し、カルー族を顎でこき使う奴隷扱いするという愚考・愚挙は改まらない。一方、アザーリアは王妃に成り上がろうとした恥知らずだとアイオンの拒絶に遭って罪を思い知り、そうした事情を知らない逆賊に拉致されていた。彼女を救い高官一味を捕縛したリンだが、彼らの一部が森の都を襲撃していることをリーダー格の高官に知らされて急行し、アイオンを庇って彼を狙う矢に射抜かれて転落した際、背を強打して脊髄損傷により下半身不随になる。リンは2人で背負う筈だった運命を自身の弱さに負けてアイオン一人に背負わせてしまう罪と悔恨に苛まれるが、心を残しながらも苦痛の果てにアイオンに後を託して絶命した。母の死から8年、遡って父の死から16年が過ぎ、アイオン19歳の冬だった。
リンの死によりアイオンが両種族統一後の最初の王になってから5年後、全準備を整え白鷹の先導で森の上層部を移動する先発隊を率いてアイオンは民族大移動を開始した。リンの補佐を務めた銀色の賢者レジオンは、彼らの無事を祈り送り出す。最下層の湖を行く後発隊と森の外れで合流し悪鬼の迷信のある荒野（ムーア）に踏み出し、安定した季節と平穏な生活を得るのは何代も先となるのは明白な、微かな希望を求めた果てしない南への旅は始まった。数年後、旅の途上で小さな希望の子がアイオンの傍らにあった。エクセリオンとエゼルの子、もう一人のアイオンだった。
罪を重ねてアイオンを置き去りにしてしまったリンは果てなき悔いを心に抱き、死人の身ながら伝説で語られるフィアリーブルーに扮し、つかの間の来訪を幾度も行ってはアイオンの心に寄り添うのだった。

## 登場人物

### 本編
アイオン・エル・ファリド
本作の主人公。森の民エル・カルーの最後の王にして両種族完全融合後の初代の王。夜のような漆黒の髪と深い緑の瞳。第1部は11歳→18歳、第2部は19歳→24歳である。
本名はエル・ファリドだが、11歳の時に母の死の原因であるティンタスの女王リンにアイオンと命名されて以来、アイオン・エル・ファリドを名乗るようになり、銀の都とティンタスの人間からはそう呼ばれる。森の民エル・カルーと鳥の民ティンタス、両王家の血を引く森の国王。カルー族で唯一の天駆ける白鷹（ハルファード）騎士。カルー族にはあり得ない長身と緑の瞳から、早くから父親はティンタスであることは噂されていた。
僅か3歳の時に狂ったペチスフェルの群れの襲撃に遭い、南へ下らなければ滅びると父の種族に伝えてくれとの言葉を遺して父ファリオンを失い、8年後に復讐戦を引き起こしたリンの指揮する鳥の民の軍勢の流れ矢で母を失う。2つの種族の身勝手な戦の被害者だと認識するティンタス側の加害者リンに引き取られ銀の都で養育され、西の塔に住まうリンの外縁の女性レディー・アレイルを里親として世話され、彼女の息子であるエクセリオンと娘のアザーリアを兄姉として暮らした。6年後、白鷹騎士として成長した。15歳の時に騎士見習いとして騎士の塔にエクセリオンと共に入り、訓練を重ねて2年目を迎えた。天敵の白鷹を怖れている筈の夜行猫族の一種ペチスフェルの群れが銀の都に迫っていることを知り、再起不能で退団を余儀なくされた騎士タキアスの代わり、補充要員として麾下に入るようリンに命じられ近衛騎士団に緊急入団した。タキアスの白鷹に駆りペチスフェルの群れを迎撃するも血のようにドス黒く赤い空に父が死んだ時のことを思い出し、白鷹との思考の統一を乱し窮地に陥るもリンに救われた。その直後、森の都行きを命じられ反発して拒絶するが、その時になって初めて自身がリンを恋していることに気づく。改めて詳細は話せないが重大な危機に関することだと告げられ、森の長老エル・ザドクへの密使として森の都に赴く。手紙の内容をエル・ザドクに打ち明けられ故郷の森が滅びることを知りショックを受けるが、リンを支えて2つの種族の危機を救うべく行動することを決意した。紆余曲折の末に、森の王に対面した際に7年前のアイオン皇子殺害が森の王エル・ギルダーの早とちりによるものだと判明するが、突然、兄の名を出されて混乱するリンと娘達の死を知らず北の果てで生きている筈とギルダーが続けようとしたのを遮り、両親の死を告げてリンの兄ファリオンとギルダーの娘エリ・エゼルの息子だと容易には受け入れられなかった自身の出自を明かすのだった。
愛し合い結ばれると信じた最愛の女性リンがティンタスの下僕に貶めようとカルー族支配を企み、その布石として義姉アザーリアを祖父エル・ギルダーの介護として送り込んで彼女を売り込み、リンと孫との結婚は到底無理だと自身を蔑んだ祖父に裏切られてしまう。お互いの想いを知り睦み合う日々を過ごして想いを深めていった筈なのに、リンの卑劣な罠が張り巡らされ平和の危機につけ込んだことを知る。自身に懸想するアザーリアとの婚姻を強要し"ティンタスそのもの"であるリンはカルー族の男を恋人にしても結婚は出来ないと告げられ、愛を利用され深い絶望に突き落とされてしまう。その後、都を空けて辺境の調査と積荷隊の護衛に奔走し、王妃に成り上がろうとしたアザーリアに背を向けた。逃げる以外に道はなかった。開けるとエル・ザドクが思っているほどリンは善人ではないと骨身に沁みて思い知ってしまう。ティンタスに都合の良い流れを作り出し、困難や事件解決に一切カルー族を介入させるどころか邪魔者扱いし、何もかも頭ごしに事を運ぼうとするリンに失望する。
自身の弱さから裏切ったリンがその大罪を悔い改めて愛を受け入れたことで結ばれ、更には彼女の死により両種族統一後の最初の王になる。愛妃リンの死から5年後、民を率いて先発隊と共に果てしない民族大移動の旅に出た。里親の息子であるエクセリオンを兄と慕い、彼の息子に自身の銀の都での名「アイオン」を授け、彼を世継ぎに定めた。エル・カルー王家の世継ぎであることで寿命はリンより甚だしく短いが、ティンタス王家の直系でリンと同じ創始の血を父ファリオンより受け継いでいるため、通常のカルー族の150年よりも長く生きることになる。リンの裏切りと和解の末の死により再婚することはなかったため、ティンタスとエル・カルー両王家の直系の王家の血は完全に断絶する。
リン
I部→ リン・アリアル・リゼル・メリアン・リアン・シルディール・ライソン・ソレス・ルシリン・フィーリア・セリシ・ファリエール。
II部→ リン・アリアル・リゼル・メリアン・リアン・シルディール・ライソン・ソレス・ルシリン・フィーリア・セリシ・ラセル・ファリエール
没年齢130歳。鳥の民ティンタス王家の最後の女王で、アイオンの愛する唯一無二の妃。青みがかった銀の髪と青い瞳。I部は122歳→129歳、II部は130歳である。
リンと11の名前は10年毎に名を与えられる王家の決まりによるもので、アイオンと出会った頃はまだ12の名前までだったが、死ぬ年には満10年に達していたらしく13番目の名前が増えていた。誕生時から10歳にリンを授かるまで名は無かった。
元々、非常にあくどい腹黒な性格で同母の兄ファリオンの天敵だったが、その息子であるアイオン・エル・ファリドと愛し合うことで多少は緩和されたらしい。アイオンの父ファリオンにも彼を王位に据えて支配を企んだ前科があった。王家と自身の最期を陰謀と裏切りにより幕を降ろし、ティンタスとエル・カルーの2つの種族を支配し滅ぼさんと企んだ。
銀の都という鳥籠の中で微睡み世界の支配者を気取る夢を見る民を侮蔑し力の限り世界を飛翔したいと願いつつ民と弟を愛し、守護者として守り続けていた。しかし、自身の中にも弱い夢見鳥としてのティンタスの弱さを抱えており、真の強さと優しさを有するアイオンに接する度に自身の弱さを自覚することで、彼を忌避する尻込み現象を起こしてしまう。ティンタス王家の純血の王族ゆえに古来の寿命300年という長寿を備えており、純血を守る王家の掟により配偶者として結ばれる筈だった異母弟アイオンに先立たれ、寿命・他の何らかの事象により先に逝く者を愛することから逃避するようになる。そのため、エル・カルー王家の血を引くがゆえに同母の兄ファリオンの子でも寿命だけなら確実に自身より先に死ぬアイオンを、200年以下の短命の彼を配偶者にはすまいと疎んじた。アイオンと相思相愛になり森の民と和平を結んだ直後から、既にアイオンが拒絶できないように罠を張り巡らせていた。その一つがカルー族支配の布石を兼ねた他の女性との政略結婚であり、ギルダーに彼にアザーリアを気に入るよう介護で売り込み、内外からの圧力でアイオンを追いつめた。
調査隊襲撃事件を利用して"2つの種族の絆を強固なものにするため"という名目を振り翳しアザーリアとの政略結婚を押しつけ、戦乱が起こりかねない危険を回避することを無理強いしてアイオンを捨ててしまう。3ヶ月後、救援に赴いた先で積荷隊を護衛するアイオンと再会し、自身のエゴで傷つけ愛を踏み躙った行為を悔い改め、アイオンと愛を受け入れ結ばれた。ところが、同行するに違いないアイオンに薬を盛って足止めし、独断専行で逆賊討伐に向かってしまう。それが仇となり高官一味の弓矢隊が森の都を襲い守備兵は皆殺しにされ、アイオン暗殺の機会を自身が逆賊に与えてしまったことを悟る。森の都に急行するが、積悪の報いでアイオンを狙う矢に左肩を射抜かれて転落し脊髄損傷を患って下半身不随に。命を絶ち切る苦痛よりも2人で背負うべき運命の重荷をアイオン一人に背負わせてしまった我が身の罪深さに苛まれ、カルー族を自身の支配下に置いて愛する夫を名ばかりの王に貶めた罪を噛みしめつつ絶命した。刻一刻と死が迫る中でアイオン皇子のように侍女に晶水を勧められるが、幾度も踏み躙ってきた夫アイオンをこれ以上裏切ることは出来ないとの遅すぎる悔恨ゆえに断った。
王家の掟に表向きは従順に従っていたが、統治以外の王家の責務を悉く破り続けていた。ただでさえ鳥籠の中に閉じ込められたかのような閉塞感にうんざりしており、叔父のレジオン同様に一人で自由気ままに好き勝手に生きたいという願望が強かった。亡きアイオン皇子を愛しながらも束縛と感じており、彼の死に至るまで肉体関係がなかったのは身軽でいたいというが気持ちが強かったためだった。いつまで経っても一人で好き勝手に振る舞うことを望む自己中心的な性格が、黒髪のアイオンを疎み道具として利用し都合の良い存在に貶める愚挙を繰り返してしまう。潜在的に破滅願望を抱いており、アイオンを捨てて王家の純血を守る婚姻を行うことで"古いティンタス"を維持することは、2つの種族の完全融合により苦難を生き延びる未来を否定することだと理解できなかった。その愚挙は南下し生き残りを図るマトモな人間達を裏切る行為であり、また2つの種族の完全融合を一日でも進めるためにも森の国王であるアイオンとの婚姻は必須事項であるにも関わらず、それを否定して自ら悲劇を齎しアイオンを捨ててしまう。ティンタスに都合の良い体制を作ろうとカルー族を事件等の解決から除外し、すべてを自身の思うように動かそうと企むことしか頭に無かった。カルー族支配の政略結婚をアイオンに強いるのはティンタスの退化と2つの種族の滅亡を齎す愚挙でしかないとそれを悟れず、3ヶ月経って漸く悔い改めてアイオンと結ばれながらも彼と協力して事に当たるという当然の選択が出来ずに破滅した。
死後、愛する夫アイオンを見守り、たまに訪れてはアイオンと睦み合うも死人ゆえに留まれるのは夜の間だけであるため、夜明け前には去る。但し、伝説に語られる"迎え魂"というフィアリーブルーの役割を果たしているが、れっきとした人間であり自身の死を含めた罪に罪を重ねた償いきれない罪過に対する刑罰だった。エクセリオンの息子の小さなアイオンの前では北欧神話の戦乙女ヴァルキュリヤのような扮装で現れたが、夫のアイオンとの夜の営みに訪れた際は彼のお気に入りのティンタスの戦衣姿になった。
ファリオン
ティンタス王家最後の世代の皇子。アイオン・エル・ファリドの父でリンの同母の兄。青みがかった銀の巻き毛と淡い青の瞳、長身。
行動力に富み望みを叶える為の知力胆力を兼ね備え、しかしながら力を持て余していた。同属嫌悪でリンとは憎み合っており妻エリ・エゼルと知り合った頃は、面倒臭い王位をなんとか相手に押しつけようと争っていた。拉致事件に便乗したリンに謀られ王位を継ぐ羽目に陥るが、カルー族の森の王の一人娘エリ・エゼル王女と共に北の果てへ駆け落ちし、結果的にリンに意趣返しで王位を叩き返すことに成功した。アイオン（エル・ファリド）が3歳の折、大寒期に繋がるペチスフェルの群れに遭遇し、狂った群れを更なる狂気で縛るリーダーを殺し妻子を守るべく群れに飛び込み、切り裂かれながらもリーダーを倒して絶命した。
リンが大寒期襲来の危機を知る契機となった"南へ下れ! "という心話の絶叫は、彼が死に際に放ったものだった。
レディー・アレイル
アイオンの里親。西の塔に住まうリンの外縁（外戚）の女性で、パーティー好き。
エクセリオン
レディー・アレイルの息子で、アイオンの義兄。外見はアイオンより少し上の20代に見えるが、実はエル・ガラルとほぼ同年代の五十路である。
都の守備にあたる白鷹騎士として守りの塔にいる。第2部で森の都に出向してアイオンの補佐を務め、次第にアイオンを慕う少女エゼルと惹かれ合いリンの死から5年後の旅立ちの年に結婚した。『銀青色幻想』（旧題『銀灰色幻想』）で小さいアイオンの父に。
都中のリンに恋する若者の一人だったが、憧れの域を出なかったのと義弟であるアイオンを心から慈しんで彼との関係が壊れることはなかったため、アイオンとリンが愛し合うようになっても変わらなかった。そのため、逆賊の襲撃で唯一の生存者として帰還途中、自身を捜しに来たエゼルからリンの陰謀と実妹アザーリアの裏切りを知り、思わず生き残ったことを後悔するほどの怒りと悲しみを抱いたのは言うまでもない。
エゼル
アイオンを兄のように慕う少女。ティンタスとエル・カルーの間に交わされた和平の誓いを機に森の都に集い始めた流れの民の一群の1つと共に都に来たが、国境をちょっと越えたというだけで父を殺したティンタスを憎み、その血を引き銀の都で育ったアイオンを嫌っていた。8年前のリンの愚かな私怨による戦で母を殺された過去を知り、アイオンがただティンタスに飼いならされた下僕と見下した自身を恥じた。次第にアイオンの義兄エクセリオンとの心の距離が縮まってゆき口にはしないながらも惹かれるようになり、リンの戦乱の危機につけ込んだ悪意による政略結婚に憤激し、エクセリオンを捜し出して正して貰おうと危険な旅に出た。一命を取り留め森の調査隊と共に帰還の途にあったエクセリオンと再会し、彼のいない間にリンが犯した罪を訴えたのだった。
リンの死から5年後、生き残りを賭けて民族大移動の旅に出発したアイオンと共に南下し、一子アイオンを出産し母親になった。
アザーリア
エクセリオンの妹。リンよりアイオンに近い年齢とはいえ、兄同様にかなり年上である。
鳥の民と森の民の史実には記されなかった禁断の恋人、即ち義弟アイオンの両親の関係に憧れを抱き続けてきたため、自身もそうありたいという願望を抱きアイオンを愛していると錯覚し彼の心を掴もうとアタックを繰り返してきた。しかし、調査隊襲撃で2つの種族の和平が危うくなった際、亡き老王の介護に続く仕上げとして政略結婚の花嫁としてリンに請われ、彼女を恋敵と憎悪するもアイオンを我が物にする千載一遇の好機を得て婚約者面して王の館に居座るのだった。自身の欲望を満たすことしか頭になかったため、アイオンの拒絶に遭うまで自身の罪に気づかなかった。本当に愛しているのなら、政略結婚を拒みリンを諭すべきだったと後悔に苛まれる。その矢先、高官一味に拉致されリンに救出されるが、リンがアイオンと和解して夫婦の契りを交わしたことを察し、これで良かったのだとアイオンに対する想いを諦めるのだった。
アイオン
リンやファリオンの異母弟。そもそものリンの愚かな復讐戦の原因になった存在で、白鷹から転落した折に死人同然の身体になったため、侍女に勧められるままに晶水を飲んで死亡した。半ば自殺であるため、リンは自身ではエル・カルーを憎んでいると思い込んでいたが、実際には彼女の怒りは自殺した弟に向けられていた。長く一緒にいて愛し合っていた筈だったが、肉体関係は皆無でペットのような扱いだった。
ラインハール
ティンタスの女王リンに仕える近衛騎士団の隊長。密かにリンを愛していたが、自身が彼女の心を得ることはないと悟っており、また配偶者になろうなどという野心はなかった。当初はアイオンがリンに恋い焦がれる様を苦々しく思っていたが、彼を弟の身代わりではなく彼自身としてリンが愛していることを知り、次第にアイオンをリンの将来の配偶者として認めてゆく。しかし、エクセリオン率いる調査隊が襲撃され、2つの種族の和平が揺らいだ危機につけ込んだリンのカルー族の実権を地に落としアイオンをお飾りの王に貶めたアザーリアとの政略結婚に失望し、一時はつらい出来事に苦悩しても強いから大丈夫だと思い込んでいたリンの許しがたい弱さを悟る。
エル・ギルダー
森の民の先代の国王。息子は、詳細は不明ながら死亡した。ファリオンが生きていることを知ったリンの異母弟アイオン皇子が彼の居所を訪ねた際、2人を引き裂きファリオンを連れ戻そうとしていると勘違いし、家臣に命じて彼を殺害し里帰りをしようとした娘を孫であるアイオンの目の前で殺させる原因になってしまう。紆余曲折の末に、リンの密使として都に訪れた"黒髪の白鷹騎士"アイオン・エル・ファリドが孫だと知り、彼を世継ぎに定めてティンタスと友好の絆を交わした。
大寒期に関連しての和平だがいつまでも血で血を洗う諍いなど愚の骨頂だと考えていたため、和解するのに異論はなかった。アイオンが如何に愛してもリンは"ティンタスそのもの"という幻想を共有していたため、婚姻は無理だとアザーリアを次代の王妃にと孫の人生とカルー族の実権を売り渡してしまう。老齢ゆえに内政干渉に気づかなかった。アイオンが新王に即位後、調査隊が襲撃されたことで平和が崩れかけた際、リンが恥知らずにもアザーリアとの政略結婚をアイオンに強要したことで数々の罪状が発覚した。
孫の心を土足で踏み躙り人生を操ろうと不幸に染めた大罪を犯してしまい、孫の心を無視して彼の幸福などあり得ないという真理が理解できなかった。
エル・ガラル
カルー族の戦士。敬称の「エル」が名前の頭につくことからエル・カルー王家の一員ではあるが、傍流の血筋である。120歳のリンより70歳年下の50歳。
思慮に浅く王や長老に黙って勝手に戦いを仕掛けては捕虜となり、自身では気づかずにわざと逃がされ首謀者の元へ案内するという繰り返し。リンの弟アイオン皇子殺害の実行犯である。和平を誓う契機になった"岩トカゲ（ウィローウィル）"の襲撃でリンと共闘した際、エル・ファリド（アイオン）が白鷹騎士で彼女と愛し合っていることを知る。それを機に、アイオンをティンタスだろうがカルー族だろうが彼を信じ、その幸福のために全力を傾けるのだった。
大寒期が2つの種族の双方に公表されて以降の最下層の湖を使った後発隊の進路の調査隊を率いる隊長を任じられ調査に出発、その帰路に逆賊の襲撃を受けて全滅した上層部の調査隊唯一の生き残りであるエクセリオンを保護し一緒に森の都に帰還する途中、彼を捜しに来たエゼルに会いリンの陰謀とアザーリアの呆れた行動を知る。
エル・ザドク
先代のギルダーの時から国王の補佐する森の長老。リンの密使として森の都を来訪したアイオンのことは黒髪の白鷹騎士の存在を聞き及んでいたので知っていたが、大寒期の危機を知らされリンとギルダーとの謁見を仲介した。敵対してきた2つの種族の為政者同士の恋愛は困難がつきまとうと案じつつもアイオンの恋路を見守っていたが、逃避に走ったリンが彼を裏切って古い体制にしがみつく愚を犯した際、老王の裏切りを察しつつも彼と同様に2人の婚姻は無理ではないかとリンの陰謀に加担したギルダーを止めようともしなかったため、潜在的には裏切り者である。そのため、アイオンが拒絶して捨てたアザーリアに一番同情的だった。紆余曲折の末に、リンと和解し結ばれながらも彼女を失ったアイオンに再婚を勧めたが、彼のリンに対する愛と周囲に悉く裏切られた心情を察し、ギルダーの所業を知りながら止めなかった罪悪感もありアイオンによる直系の王家の血を引く世継ぎを断念せざるを得なかった。
レジオン・シルディアン
第2部に登場した賢者（ナタン）の塔の最年少の博士。別名「銀色の賢者」。先代のティンタス王の弟で、リンやファリオンの叔父。アイオン・エル・ファリドにとっても数少ない血縁である。リンの補佐をすべく塔を出るも王及び王位継承者に配偶者のなり手がいない時、塔の王族が還俗して王家の血を守るべく婚姻を行った過去があるため、ラインハール近衛隊長はリンがアイオンを捨てて彼を配偶者にするつもりではないかと勘繰った。実際にはそんなことは微塵もなかったが、アイオンを拒絶する口実にリンはそれを悪用した。しかし、当の本人はリンの内政干渉と政略結婚を仕組んだ悪辣な行為に呆れていた。
自身では２つの種族のために働くべく塔を出たつもりだったが、リンに罪を犯させ煽り立てるために銀の都にやって来た疫病神でしかない。

### 銀青色（フィアリーブルー）幻想
アイオン
後日談『銀青色（フィアリーブルー）幻想』で、アイオン・エル・ファリドを慕う少年。アイオンの義兄エクセリオンとエゼルとの間に生を受けた少年。アイオンは自身の名を与えて色々なことを教え、また父エクセリオンの義弟ということもあり父よりもアイオンを慕う。或る年、たちの悪い流行り風邪で死の淵を彷徨い戦乙女ヴァルキュリヤの扮装で伝説に語られるフィアリーブルーの如く亡き人の魂を導くリンに励まされ九死に一生を得た。半年後に再び南下を開始したが、或る時、敬愛する王のもう一つの名がアイオンであることを知り、フィアリーブルー（リン）の言う"もう一人のアイオン"が義叔父であることを悟った。

### 天と地の夢
シャンティール
ファリオン付きの白鷹騎士。但し、まるで空気を読まない男でKY野郎である。
エリ・エゼルの兄
カルー族の世継ぎの王子。狩猟隊と共にうっかり国境線を越えてしまい、銀の都に囚われていた。この時は無事に返還されるが、後に病か事故かは不明だが死亡した。
ギルダーの妻
エリ・エゼルの母で森の王妃。

## 用語
フィアリーブルー
2つの種族に昔から伝わる伝説の鳥。遙か上空の青い青い空の上で神々が"フィアリーブルー"を手に止まらせ、亡き人の魂を神の国に導くとされていた。天上の光の中で生きるため、神ならぬ人の手で触れると死んでしまうという。フィアリーブルーというのは"青みがかった銀色"という色彩のことで、正確には名前ではないが、その色の鳥ということでフィアリーブルーと人々は呼んだ。しかし、あくまでも伝説という架空の存在でしかなく後日談で鳥の羽音と共に夫と小さなアイオンの前に現れたが、贖罪のためにリンがフィアリーブルーに扮しただけだった。
アイオンは初対面でティンタスの戦衣を纏ったリンをフィアリーブルーと思い、リンは自身の希望の象徴としてアイオンをフィアリーブルーと呼んだ。
白鷹騎士
白鷹を騎乗操作し空を舞うティンタスの騎士。黒髪のアイオンだけが唯一、カルー族出身の白鷹騎士である。利き腕（利き手）がどちらであれ、両手を使えるように訓練されており、長剣・弓矢・槍を使って戦う。近衛騎士団とそれ以外の白鷹騎士がいる。
晶水（しょうすい）
安楽死のための薬。
ティンタス
鳥の民と呼ばれる長命種。銀の都を築くも濃すぎる血の弊害と先細りした種の限界と生殖能力の低下により滅びゆく民。ただでさえ子供が生まれることは稀なのに、ここ10年ほどは子供が生まれていない。青みがかった銀色の髪と白い肌と長身が特徴で、瞳の色は青や緑等の薄い色である。理知的ではあるが熱情に欠け、寿命が短く経験値の少ない相手を見下す傾向があり、一人だけ偏見がないように見えるリンもカルー族を見下しておりアイオンを弄んで捨てた。寿命は通常のティンタスが200年、王族は多少長めで純血の場合は古来の王族の300年を有する。その反動か、王家の血を絶やさぬよう複数の配偶者をと掟の中にあるものの統治者で賢者の塔にいるレジオンを除けば唯一の王家の一員であるにも関わらず、リンは一人で身軽に生きたいと王家の血を守る意識は皆無である。
エル・カルー
森の民と呼ばれる短命種。漆黒の髪と瞳、浅黒い肌に低身長が特徴である。大地に近い下層部に都を営み生命力に満ち溢れるが、ティンタスに対する劣等意識が強い。短気で頭が空っぽと言われても言い訳できない思慮の足りない側面と吉事に類することは当事者が凶事と思っていても無視してお祭り騒ぎで狂喜乱舞する致命的な欠陥を抱えており、逃避ゆえのリンの陰謀に貢献してしまう。
王族もその他の民も寿命に違いはなく、寿命は150年である。
流れの民
カルー族で都を離れて生活する人々。2つの種族を捨てて北の果てに生きるファリオンとエリ・エゼルもまた、この定義に当て嵌まる。敵対関係にあるとはいえ、ティンタスとエル・カルーの戦乱は、同族のカルー族ですら流れの民にとっては大迷惑だった。
エル / エリ
エル・カルーの王族の尊称。それぞれ名前の前に付けられ男性は「エル」で、女性は「エリ」である。スペイン語圏とポルトガル語圏で使われる貴人・高位聖職者に対する尊称「
ドン」と同様である。
王家の掟
ティンタス王家の者が守らねばならない古い掟の数々。王家の純血を守り維持すべく配偶者は王族であること、王家の血を絶やさぬために複数の配偶者と婚姻を結ぶこと等々がある。当代の為政者に配偶者になり得る王族がいない場合、世俗と縁を切った賢者の塔の王族が還俗して婚姻を結ぶことが過去にあった。血の限界は肉体ばかりか精神的にも影響を及ぼし、純血に拘り王家の血を永らえることに固執しつつも一人の人生を、独身を貫く為政者やその他の王族が増えたことで婚姻が難しくなっている側面がある。
中央の塔
統治者であるリンの住居。
西の塔
アイオンの里親レディー・アレイルとその子供達の住居。
守りの塔
都の守備を担う白鷹騎士が常駐する塔。アイオンの義兄エクセリオンがいる。
騎士の塔
白鷹騎士を目指す男子が入り、見習いとして訓練を受ける場所。アイオンとエクセリオンは、運命が動き出す2年前に入った。
賢者（ナタン）の塔
僧侶みたいに俗世を捨てた賢者の住まう塔。
古い騎士の塔
現在では使われなくなった嘗ての騎士の塔。第2部で、逆賊の巣窟と化した。
王の館
エル・カルーを統治する国王の住居。森の王と長老、その他が住まう。

## 書籍情報

### 単行本
- 中山星香『フィアリーブルーの伝説』秋田書店〈プリンセス・コミックス〉、全2巻

文庫版
- 中山星香『銀青色（フィアリーブルー）の伝説』双葉文庫、全1巻

## 単行本未収録
『天と地の夢』
アイオン・エル・ファリドの父で、リンの同母の兄ファリオンを主人公にした物語。
当時、銀の都ではファリオンとリンのどちらを王にするかで分裂し、当事者の2人もお互いに王位を押し付け合っていた。容姿も中身もあまりに似すぎているため、同属嫌悪で憎み合い体面を憚って実践しないだけで殺し合いに発展しかねない天敵関係の2人だった。ティンタスの高官の過半数がファリオンの死を密かに願っており、王位に就いたとしても暗殺事件が勃発するのは明白だった。王位継承権を有する王族はファリオンと同母の妹リン、本編で罪なく殺された異母弟アイオンの3名で、純血を守る掟を病的に固執する鳥の民の高官達も流石に同じ父母から生を受けた兄妹であるファリオンとリンの婚姻を忌避し、異母姉弟のリンとアイオンの婚姻とファリオンと対等の統治に優れた手腕を有するリンの即位を望んでいたのである。そんな矢先、ファリオンは銀の都に捕虜として監禁されている兄を取り戻そうとする森の王女エリ・エゼルと出会う。この拉致事件を悪用したリンが当時健在だったティンタスの王である父を洗脳しファリオンに王位を押しつけることに成功し、臣下という形で陰から兄を操ろうと企んだ。しかし、本編を読めばわかるように王位に就いたのはリンであり、自身の民にも森の王をも出し抜きエリ・エゼルと駆け落ちしたファリオンが最後に笑ったのは言うまでもない。
雑誌に掲載はされたが、何故かコミックス版にも完全版の文庫にも収録されることはなかった。『お宝まんが劇場 中山星香集』には収録されたが、同じ題名の画集『天と地の夢』があるがそれに掲載されているかは不明である。